# 张社年
张社年（1956年11月—），男，陕西合阳人，中华人民共和国政治人物，曾任陕西省林业厅厅长，陕西省财政厅厅长，陕西省政协副主席，第十届全国人大代表。